# ISIS (sistema operativo)

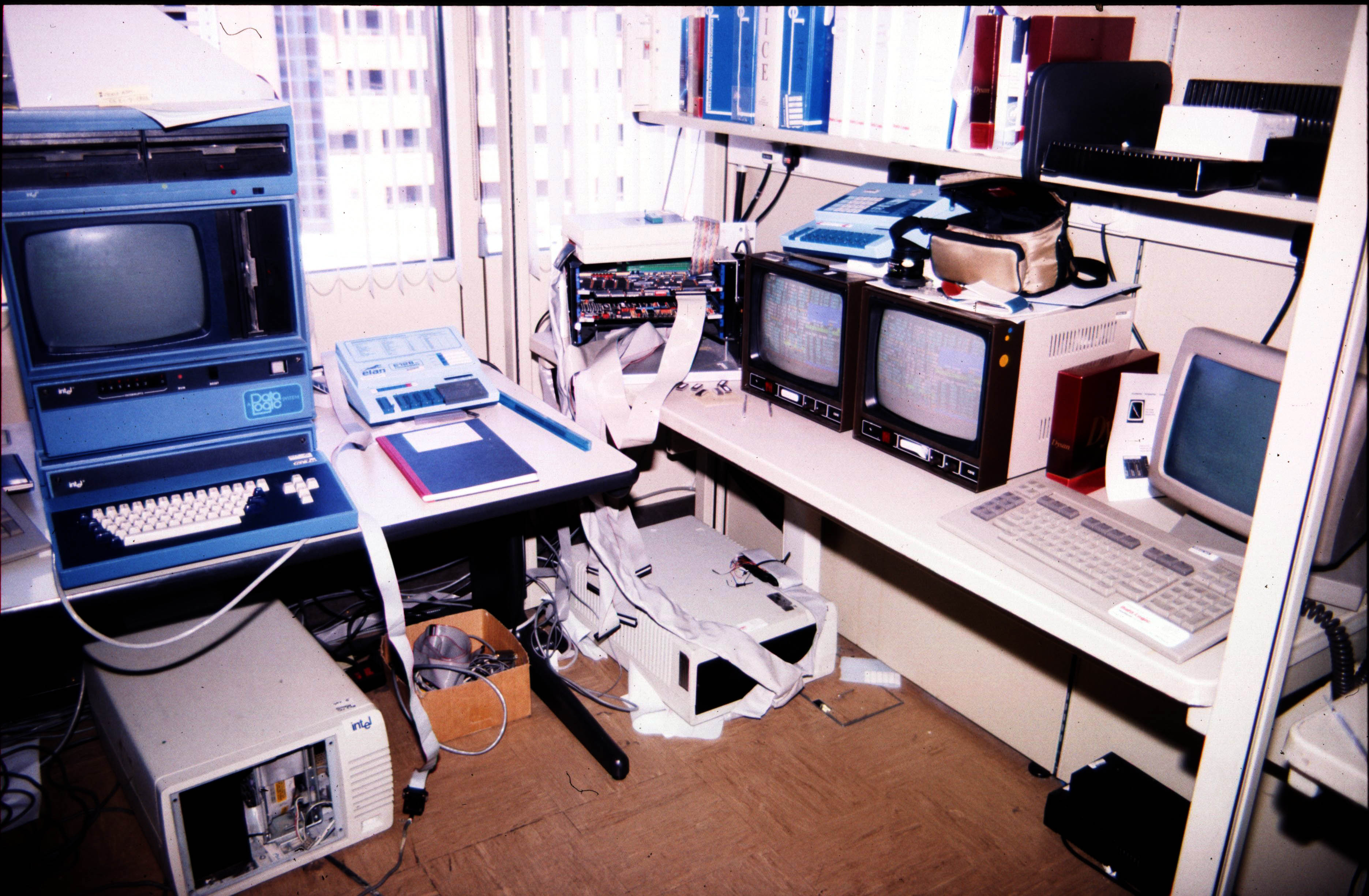
Un sistema Intel MDS en el Reino Unido en abril de 1987.

El Sistema Operativo ISIS (Intel System Implementation Supervisor, Supervisor de Implementación del Sistema de Intel) fue originalmente desarrollado por Ken Burgett para Intel, bajo la nueva administración de Bill Davidow a partir de 1975, para sus Sistemas de Desarrollo con Microprocesador (IMDS) con procesadores 8080/8085, y más tarde adaptado como ISIS-II para sistemas con disquetera.

## Características
Era un sistema operativo mono usuario y mono tarea, donde la comunicación con el usuario era similar a la de un terminal. Su interfaz de usuario es en algunos aspectos similar a la de CP/M, incluso desde el punto de vista de la interfaz del programa. ISIS-II fue distribuido como parte del Sistema de Desarrollo con Microprocesador de Intel. 
Para abrir archivos el programa envía el nombre del archivo y se le devuelve un manejador. Cada dispositivo tiene un nombre, que se introduce entre una pareja de dos puntos (:F0: y :F1: para disqueteras, :LP: para  impresora, etc.). Cada disquete tiene un solo directorio sin posibilidad de subdirectorios. 
A nivel de comandos de usuario el sistema incluye:
- Comandos del sistema operativo estándar para manejo de discos: IDISK, FORMAT, DIR, COPY, DELETE, RENAME, ATTRIB
- Comandos para el desarrollo del software: PLM80, ASM80, LINK, LOCATE, LIB, OBJHEX, HEXOBJ
- Comandos para la depuración externa en el dispositivo desarrollado: DEBUG, SUBMIT.
- Disponía de dos editores, EDIT disponía de soporte para edición con macros. El archivo que edita tiene como soporte directamente el disquete (creando siempre un archivo .BAK). El otro editor fue CREDIT.

Desde un programa se tenía acceso a una serie de procedimientos que se podían utilizar para llevar a cabo ciertas operaciones específicas del sistema, facilitar la programación y manejar los dispositivos externos de manera unificada. Estos incluían:
- Operaciones sobre los datos contenidos en los ficheros : OPEN, READ, WRITE, SEEK, RESCAN, CLOSE
- Operaciones sobre directorios:  DELETE, RENAME, ATTRIB
- Operaciones con la consola : WHOCON, CONSOL, ERROR
- Carga de programas y vuelta al sistema : LOAD, EXIT
- Operaciones de transmisión de caracteres
- Operaciones de prueba y cambios de estado.

Los programas y datos del sistema operativo ISIS-II no eran compatibles con el formato del más extendido sistema operativo CP/M, pero las diferencias no eran grandes y había métodos y sencillos programas de aplicación que efectuaban las correspondientes conversiones. 
ISIS-II necesitaba al menos 32 kilobytes de RAM, la mitad del espacio de direcciones máximo para la CPU 8080/8085 que era de 64 kilobytes. En el MDS-800 y en la Serie-II, el Monitor ocupaba las direcciones entre F800h y FFFFh en memoria. El formato de los discos flexibles de 8 pulgadas era de simple cara, 250 KB en simple densidad (SSSD) codificación en FM, o 500 KB para doble densidad (SSDD) codificando en MMFM. ISIS-PDS era incompatible y único tanto en software como en medios de almacenamiento, alcanzando 720 KB en discos de 5¼-pulgadas de doble cara doble densidad (DSDD) en el Sistema de Desarrollo Personal de Intel (iPDS-100).
El sistema operativo ISIS-IV era también incompatible con los anteriores, ya que corría en el iMDX-430 Serie-IV Network Development System-II.
Los lenguajes de Intel ASM80, PLM-80, BASIC-80, COBOL-80 y FORTRAN-80 estaban disponibles bajo ISIS-II. También estuvieron disponibles ASM86, ASM48 y ASM51 en los sistemas con procesadores compatibles con estos ensambladores.